# 麥何拉
麥何拉（希伯來語： מְכוֹרָה，字面意思為家園）是西岸的莫河夫合作社和以色列定居点。 它位于约旦河谷，由约旦河大裂谷地区委员会管辖。  2019 年人口为 166 人。 
國際社會普遍視以色列在約旦河西岸建立的定居點違反國際法，但以色列政府對此表示異議。 

## 历史
根据耶路撒冷应用研究所，以色列在1980 年从巴勒斯坦人村庄艾爾捷夫歷（Al-Jiftlik） 、  拜特达詹（Beit Dajan） 和拜特弗里克（Beit Furik） 没收了 438德南的土地，以建立麥何拉。
這個莫河夫合作社由納哈爾旅于 1973 年创立，最初命名为納哈爾麥何拉。 